# Johannes Boye
Johannes Boye, född 19 december 1756 och död 1 februari 1830, var en dansk filosof. Han var far till Adolph Boye.
Boye var rektor i Nakskov och Fredericia. Han utgav 1777 en översättning av Shakespeares Hamlet, men är främst känd för sitt stora verk Statens Ven (1792-1814), den sandka upplysningsfilosofins främsta skrift, präglad av antik tankegång. Verket är en socialt inriktade moralfilosofi, nära besläktad med den engelska utilitarismen.